# L'Avant-scène
Pour l'association culturelle française homonyme basée à Cognac, voir L'Avant-Scène (théâtre).
L'Avant-scène est un magazine bimensuel culturel français créé en 1949.
Il est décliné en cinq versions consacrées respectivement au théâtre, au cinéma, à l'opéra, au ballet et à la télévision :
- L'Avant-scène théâtre
- L'Avant-scène cinéma
- L'Avant-scène opéra
- L'Avant-scène ballet
- L'Avant-scène télévision

## L'Avant-scène théâtre
De novembre 1899 à août 1939, La Petite Illustration, supplément du magazine L'Illustration, publiait de façon quasi hebdomadaire une ou deux pièces inédites, créées peu de temps auparavant sur les scènes parisiennes. Après une interruption due à la Seconde Guerre mondiale, L'Illustration (devenue France Illustration) lance en mars 1947 un nouveau supplément mensuel, France Illustration littéraire et théâtrale, composé d'une nouvelle et d'une pièce de théâtre inédites. Après 191 numéros, il fusionne en janvier 1956 avec Fémina-théâtre, un supplément du mensuel Fémina (alors appelé Nouveau Fémina), créé quelques mois plus tôt.
Reprenant la formule qui avait fait le succès de La Petite Illustration, l'hebdomadaire Opéra, créé en 1943 et paru clandestinement jusqu'en mai 1945, lance en mars 1949 un supplément bimensuel intitulé Opéra, supplément théâtre. 59 numéros sont publiés sous la direction de Robert Chandeau jusqu'en avril 1952. Son siège est installé 100, rue de Richelieu (Paris IIe).
Lors de l'absorption d’Opéra par l'hebdomadaire Arts, le supplément théâtral est repris par l'hebdomadaire Radio 52 et devient, l'espace de treize numéros, Radiopéra puis en mars 1953 (no 74) L'Avant-scène. Les bureaux du journal sont transférés 39, rue de Châteaudun (IXe). En janvier 1957, L'Avant-scène absorbe à son tour Fémina-théâtre à l'occasion de la fusion de Fémina-Illustration avec le mensuel Réalités et s'installe 75, rue Saint-Lazare (IXe). Renommé L'Avant-scène-Fémina-théâtre, il devient L'Avant-scène théâtre en mars 1961 (no 238), transportant son siège au 27 de la rue Saint-André-des-Arts (Paris VIe) et lançant L'Avant-scène cinéma. Suivront L'Avant-scène opéra en 1976, L'Avant-scène ballet en 1980 et L'Avant-scène télévision en 2002.
Robert Chandeau est rejoint par Jacques Charrière en 1970 ; leur succèderont Christian Dupeyron, Bernard Loiseau, Élie Schulmann et Danielle Dumas (de 1986 à 2004). En 2005, le journaliste Philippe Tesson prend la direction du titre et lance une nouvelle maquette dans un format réduit. Il en confie la direction éditoriale à Olivier Celik et à Anne-Claire Boumendil qui continuera de l'assurer seule à partir de janvier 2018.
Chaque numéro est consacré à une pièce de théâtre : texte de la pièce, affiche, photos et analyses. L'Avant-scène théâtre traite également de l’actualité théâtrale (critiques, informations sur la vie du théâtre, enquêtes, etc.).

## L'Avant-scène cinéma
Créé en 1961, chaque numéro de cette revue mensuelle est consacré à un film marquant de l'histoire du cinéma. Il présente les dialogues complets du film, un fac-similé de l’affiche du film, la liste complète de la distribution, des photos du film, des analyses, l’histoire de sa création, un découpage du film avec, tout au long de celui-ci, des informations sur les décors, les éclairages utilisés dans chaque scène. On trouve également toutes les critiques de la presse parues à la sortie du film. L'Avant-scène cinéma traite aussi chaque mois de films récents et de l’actualité de la vie du cinéma.
À la suite de la liquidation de la société éditrice, le 28 septembre 2009, la parution de la revue s'était interrompue. Néanmoins, à l'initiative des anciens salariés, dont notamment le rédacteur en chef du magazine, Yves Alion, un projet de reprise du titre a été accepté par le liquidateur. La parution a ainsi repris de façon mensuelle depuis septembre 2010.
Le catalogue intégral depuis 1961 se trouve sur http://www.avantscenecinema.com/newsite/wp-content/uploads/2023/01/asc-catalogue-2022.pdf

## L'Avant-scène ballet
Publié de 1980 à 1985.

## L'Avant-scène télévision
Publié de 2002 à 2005.